# Christian Seebode
Christian Seebode (* 21. Juni 1949 in Schweinfurt) ist ein pensionierter deutscher Diplomat und war zuletzt Generalkonsul in Lyon.

## Leben
Nach dem Abitur am Johann-Caspar-Zeuss-Gymnasium in Kronach absolvierte er zwischen 1968 und 1974 ein Studium in den Fächern Geschichte und neuere Sprachen an der Julius-Maximilians-Universität Würzburg und leistete nach Abschluss des Studiums seinen Wehrdienst bei der Luftwaffe der Bundeswehr. 1977 schloss er seine Promotion zum Dr. phil. an der Julius-Maximilians-Universität Würzburg mit einer Dissertation zum Thema Klösterlicher Buchdruck im deutschen Sprachraum vor dem Dreissigjährigen Krieg : Eine historisch-bibliographische Studie zur Nachblüte des klösterlichen Schrift-, Buch- und Bibliothekswesens im 15. und 16. Jahrhundert ab. Im Anschluss folgten zwischen 1978 und 1981 wissenschaftliche Tätigkeiten in Florenz, Newcastle upon Tyne und München.
1981 trat er in den Auswärtigen Dienst ein und fand nach Abschluss der Laufbahnprüfung für den höheren Dienst zwischen 1983 und 1986 zunächst Verwendung in der politischen Abteilung der Botschaft in Polen, ehe er anschließend bis 1990 Leiter des Kulturreferats an der Botschaft in der Tschechoslowakei war. Nach einer darauf folgenden Tätigkeit im Referat für Öffentlichkeitsarbeit des Auswärtigen Amtes, war er zwischen 1993 und 1996 Ständiger Vertreter des Botschafters auf den Philippinen und danach bis 2000 Referatsleiter für Europaangelegenheiten im Auswärtigen Amt.
2000 wurde Seebode Leiter der Presseabteilung der Botschaft in Italien und war danach zwischen 2004 und 2008 Ständiger Vertreter des Generalkonsuls in San Francisco sowie daraufhin bis 2011 Leiter der Abteilung für Bilaterale Wirtschaftsbeziehungen der Botschaft in Russland.
Seit August 2011 war Christian Seebode Generalkonsul in Lyon, wo er 2014 mit Erreichen der Altersgrenze in den Ruhestand versetzt wurde.
Er hat vier Kinder.